# Nous autres...
Nous autres..., est un recueil de quarante-cinq nouvelles d'Henri Barbusse, en trois parties, publié en 1914 aux éditions Fasquelle. Les nouvelles ont été rédigées et publiées entre 1908 et 1914 dans les journaux L'Écho de Paris, La Chronique de Paris, et Le Matin.  

## Contenu du recueil
Première partie : Fatalité
- La Petite Lune Méchante
- La Force
- Fatalité?
- L'Immobilité
- Le Fil Rouge
- Le Veilleur
- Justice
- Le Mauvais Plaisant
- Le Fils
- Les Autres

Deuxième partie : La Folie d'aimer
- La Marche Funèbre
- Leur Chemin
- Elles et Eux
- Le Conte de Fées
- Résurrection
- Rêve
- Maladie
- Le Premier Amour
- La Libation
- Le Trop Beau Rêve
- Le Vrai Juge
- Les Trois Folles
- La Sensitive
- L'Apparition
- Les Derniers Pas
- La Présence
- L'Innocente
- La Tendresse

Troisième partie : Pitié
- Le Mauvais Œil
- L'Homme de Pierre
- Le Onzième
- Le Mauvais Gardien
- La Croix
- Saar
- Les Hauts Faits de Lanturlu
- Le Miracle
- L'Autre Monde
- Le Frère
- Hallali
- Vengeance
- Le Nom
- Le Vieux
- La Mère
- Le Grand Souvenir
- L'Erreur